# Embalse del Cubillas
El embalse del Cubillas se sitúa entre Sierra Elvira, las montañas de Colomera y la Sierra Arana (también conocida como Sierra Harana). El perímetro del embalse discurre por los términos municipales de Albolote y de Atarfe en la provincia de Granada, en Andalucía (España). Es de resaltar las impresionantes vistas de Sierra Nevada que desde allí se contemplan.
La aguas que abastecen el embalse son, principalmente, las del río Cubillas, que le da el nombre. Se construyó en un valle poco profundo, en un río que arrastra muchos sedimentos, lo cual disminuyó aún más la profundidad del valle. Su límite superior es la presa del túnel que comunica el río Cubillas con el Colomera. Su límite inferior es el muro de la presa. Su longitud ronda los 2300m; y su anchura, los 800m. Su profundidad máxima está en torno a los 20m.
En el entorno que rodea el embalse, hay zonas de cultivos, olivares, alamedas, terrenos baldíos y caseríos abandonados.
El acceso al embalse es muy sencillo: por la antigua carretera de Jaén, la salida número 116 de la A-44.

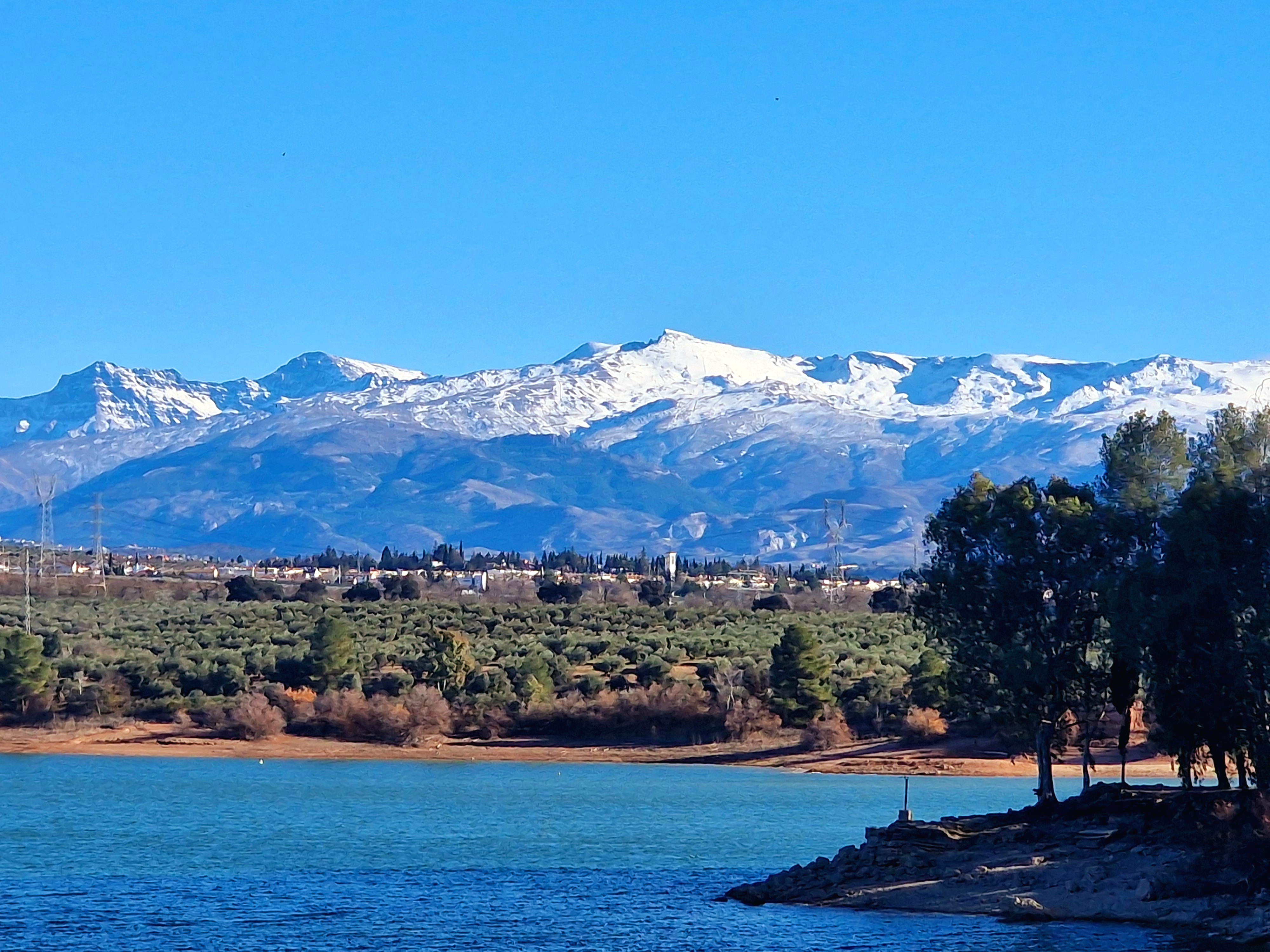
Embalse del Cubillas con Sierra Nevada al fondo

## Datos del embalse
- Cuenca: Guadalquivir
- Provincia: Granada
- Municipios: Albolote, Atarfe
- Río: Cubillas
- Tipo de pantano: Materiales sueltos homogénea
- Año de construcción: 1963
- Superficie: 194,4 ha
- Capacidad: 18,7 hm³
- Cota de coronación: 647 m
- Cota de cimientos: 595 m
- Altura desde cimientos: 52 m
- Cota del lecho del cauce: 610 m
- Nivel Máximo Normal NMN: 641,5 m
- Longitud de coronación (m): 368,47
- Volumen del cuerpo de presa (m3): 600.000
- Número de desagües de fondo: 1
- Diámetro desagüe de fondo (m): 1,6
- Caudal máximo de cada desagüe de fondo (m3/s): 25
- Número de desagües intermedios: 0
- Tipología de aliviadero: Lámina libre
- Número de vanos del aliviadero: 1
- Dimensiones de cada vano (m): 150x5
- Capacidad del aliviadero (m3/s): 1200

## Historia

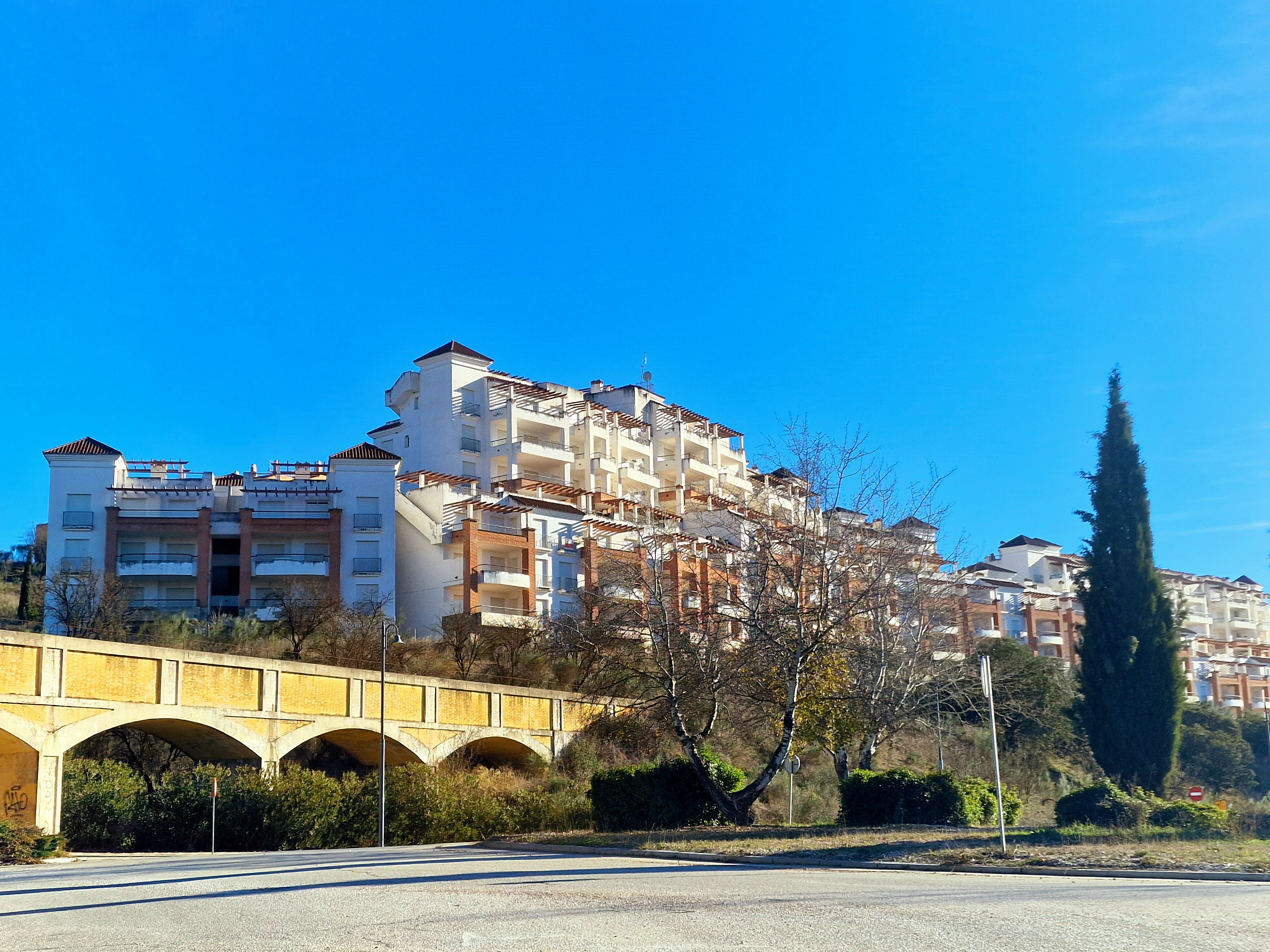
Vista del canal del Cubillas y la zona de Entreálamos, en la urbanización Medina Elvira, municipio de Atarfe

A su atractivo paisajístico y riqueza botánica se une el interés histórico y arqueológico que despierta el estar rodeado de restos de villas romanas (siglos I al III d. C.) y vestigios del Paleolítico Superior. En la zona del embalse de Cubillas se han encontrado los primeros vestigios de poblamiento en Albolote, y son del Paleolítico. Entre los pinos también encontramos las trincheras de la guerra civil, que da nombre a la conocida como "ruta de las trincheras". Lo más importante desde el punto de vista histórico es la antigua ciudad de Medina Elvira (que tal vez sea la Ilíberis romana), en la que se llevan a cabo exploraciones arquitectónicas.

## Fauna

### Aves
Aquí encontramos un pequeño ecosistema que reúne diversas especies animales aviares acuáticas. El embalse de Cubillas es una de las zonas clave para la observación de aves en la provincia de Granada, ya que sirve como estación de paso en migraciones y espacio para anidamiento de algunas especies. Es usual observar el cormorán grande (Phalacrocorax carbo), la abubilla (Upupa epops), la lavandera blanca (Motacilla alba), el ánade real (Anas platyrhynchos, el pinzón común (Fringilla coelebs) y la urraca común (Pica pica).

### Peces
A causa de la gran cantidad de sedimentos que arrastran sus dos afluentes, las aguas son bastante turbias. En ellas habitan pocas especies de peces. Las más habituales son el barbo (Barbus barbus), la carpa (Cyprinus carpio), el black bass (Micropterus salmoides) y el lucio (Esox lucius).

## Vegetación
En los alrededores del pantano abundan pinares de repoblación, encinas, quejigos, coscojas, retamas y jaras. Cerca del curso del agua se encuentra vegetación de ribera más desarrollada: eucaliptos, zonas de juncos y saucedas, rosales silvestres, zarzamoras, etc. Debido a ello, las rutas a través de bosques y riberas ofrecen espacios naturales de gran interés desde el punto de vista paisajístico y botánico.

## Actividades deportivas y recreativas
La principal actividad deportiva es la náutica: se puede practicar la navegación a vela, el windsurf, el piragüismo, con motos acuáticas y el esquí náutico.
La zona de pinares es muy usada para el esparcimiento y comida en el campo, sobre todo en los días soleados del invierno. También es de señalar el campo de golf y el club de tiro situados en el término municipal de Atarfe, rutas para bicicleta, senderos, club de aeromodelismo, pesca deportiva, vuelo en pendular y ultraligero.

### Pesca deportiva
No es un pantano idóneo para la pesca deportiva en agua dulce, pero cabe señalar su proximidad a la capital, y cualquier época es buena para pescar adaptándose a las especies del momento, de modo que es una buena opción para quien desee iniciarse en la pesca en agua dulce.
Se puede pescar durante todo el año y el cupo de capturas es ilimitado. Las especies más usuales son el lucio, el black bass, el barbo y la carpa.
Para el black bass, aunque abunda por todas las orillas, la parte menos profunda del pantano (orilla noreste) es especialmente buena.
Para el barbo y la carpa, cualquier zona es buena, señalando que las zonas frecuentadas por los visitantes son buenas, debido a que la comida que los visitantes dan a los patos también gusta a los barbos y a las carpas. Para el lucio, las mejores zonas de pesca son las más profundas en pleno invierno (los alrededores de la presa y el aliviadero).